# Kommunal- og moderniseringsdepartementet
Kommunal- og moderniseringsdepartementet er et norsk ministerium, der blev oprettet i 1948. Ministeriets oprindelige navn var Kommunal- og arbeidsdepartementet.
Kommunal- og moderniseringsminister fra 2020 er Nikolai Astrup og har følgende statssekretærer; Heidi Karin Nakken og Paal Pedersen. Dertil er Linda Hofstad Helleland distrikts- og digitaliseringsminister fra 2020 og har følgende statssekretærer; Paul Chaffey og Raymond Robertsen. Begge ministre er fra Høyre.

## Ministeriets opgaver
Ministeriets nuværende opgaver er: IKT (Informations- og kommunikationsteknologi), kommunal-, regional- og distriktspolitik, lokalforvaltning, kommuneøkonomi og boligpolitik.
Desuden har ministeriet ansvaret for de statslige opgaver som arbejdsgiver, afholdelse af offentlige valg, minoritetspolitik samt for Statsbygg og Statens kartverk.

## Ministeriets navne
Ministeriet har skiftet navn flere gange:
- 1948 – 1990: Kommunal- og arbeidsdepartementet
- 1990 – 1992: Kommunaldepartementet
- 1992 – 2014: Kommunal- og regionaldepartementet
- 2014 – nu: Kommunal- og moderniseringsdepartementet

## Kommunalministre
- 1948 – 1958: Statsråd og chef for Kommunal- og arbeidsdepartementet Ulrik Olsen (Ap).
- 1958 – 1963: Statsråd og chef for Kommunal- og arbeidsdepartementet Andreas Cappelen (Ap).
- 4. februar – 28. august 1963: Statsråd og chef for Kommunal- og arbeidsdepartementet Oskar Skogly (Ap).
- 28. august – 25. september 1963: Statsråd og chef for Kommunal- og arbeidsdepartementet Bjarne Lyngstad (V).
- 1963 – 1965: Statsråd og chef for Kommunal- og arbeidsdepartementet Jens Haugland (Ap).
- 1965 – 1970: Statsråd og chef for Kommunal- og arbeidsdepartementet Helge Seip (V).
- 1971 – 1972: Statsråd og chef for Kommunal- og arbeidsdepartementet Odvar Nordli (Ap).
- 1972 – 1973: Statsråd og chef for Kommunal- og arbeidsdepartementet Johan Skipnes (KrF).
- 1973 – 1978: Statsråd og chef for Kommunal- og arbeidsdepartementet Leif Aune (Ap).
- 1978 – 1979: Statsråd og chef for Kommunal- og arbeidsdepartementet Arne Nilsen (Ap).
- 1979 – 1980: Statsråd og chef for Kommunal- og arbeidsdepartementet Inger Louise Valle (Ap).
- 1980 – 1981: Statsråd og chef for Kommunal- og arbeidsdepartementet Harriet Andreassen (Ap).
- 1981 – 1986: Statsråd og chef for Kommunal- og arbeidsdepartementet Arne Rettedal (H).
- 1986 – 1987: Statsråd og chef for Kommunal- og arbeidsdepartementet Leif Haraldseth (Ap).
- 1987 – 1988: Statsråd og chef for Kommunal- og arbeidsdepartementet William Engseth (Ap).
- 1988 – 1989: Statsråd og chef for Kommunal- og arbeidsdepartementet Kjell Borgen (Ap).
- 1989 – 1. januar 1990: Statsråd og chef for Kommunal- og arbeidsdepartementet Johan J. Jakobsen (Sp).
- 1. januar – 3. november 1990: Statsråd og chef for Kommunaldepartementet Johan J. Jakobsen (Sp).
- 1990 – 1992: Statsråd og chef for Kommunaldepartementet Kjell Borgen (Ap).
- 1992 – 1996: Statsråd og chef for Kommunaldepartementet Gunnar Berge (Ap).
- 1996 – 1997: Statsråd og chef for Kommunaldepartementet Kjell Opseth (Ap).
- 1997 – 1999: Statsråd og chef for Kommunaldepartementet Ragnhild Queseth Haarstad (Sp).
- 1999 – 2000: Statsråd og chef for Kommunaldepartementet Odd Roger Enoksen (Sp).
- 2000 – 2001: Statsråd og chef for Kommunal- og regionaldepartementet Sylvia Brustad (Ap).
- 2001 – 2005: Statsråd og chef for Kommunal- og regionaldepartementet Erna Solberg (H).
- 2005 – 2007: Statsråd og chef for Kommunal- og regionaldepartementet Åslaug Haga (Sp).
- 2007 – 2009: Statsråd og chef for Kommunal- og regionaldepartementet Magnhild Meltveit Kleppa (Sp).
- 2009 – 2013: Statsråd og chef for Kommunal- og regionaldepartementet Liv Signe Navarsete (Sp).
- 2013 – 2018: Statsråd og chef for Kommunal- og moderniseringsdepartementet Jan Tore Sanner (H).
- 2018 – 2020: Monica Mæland (H).
- 2020 – : Nikolai Astrup (H).